# Lijst van voetbalinterlands Brazilië - Frankrijk (vrouwen)
Deze lijst van voetbalinterlands is een overzicht van alle officiële voetbalinterlands tussen de nationale vrouwenteams van Brazilië en Frankrijk. De landen hebben tot nu toe dertien keer tegen elkaar gespeeld.

## Wedstrijden
| №  | Plaats           | Datum             | Competitie             | Wedstrijd            | Uitslag |
| -- | ---------------- | ----------------- | ---------------------- | -------------------- | ------- |
| 1  | Washington D.C.  | 27 september 2003 | WK 2003                | Frankrijk − Brazilië | 1 − 1   |
| 2  | Nancy            | 6 maart 2013      | Vriendschappelijk      | Frankrijk − Brazilië | 2 − 2   |
| 3  | Rouen            | 9 maart 2013      | Vriendschappelijk      | Frankrijk − Brazilië | 1 − 1   |
| 4  | Rémire-Montjoly  | 11 juni 2014      | Vriendschappelijk      | Frankrijk − Brazilië | 0 − 0   |
| 5  | Lyon             | 26 november 2014  | Vriendschappelijk      | Frankrijk − Brazilië | 2 − 0   |
| 6  | Le Havre         | 19 september 2015 | Vriendschappelijk      | Frankrijk − Brazilië | 2 − 1   |
| 7  | Grenoble         | 16 september 2016 | Vriendschappelijk      | Frankrijk − Brazilië | 1 − 1   |
| 8  | Nice             | 10 november 2018  | Vriendschappelijk      | Frankrijk − Brazilië | 3 − 1   |
| 9  | Le Havre         | 23 juni 2019      | WK 2019                | Frankrijk − Brazilië | 2 − 1   |
| 10 | Valenciennes     | 7 maart 2020      | Tournoi de France 2020 | Frankrijk − Brazilië | 1 − 0   |
| 11 | Caen             | 19 februari 2022  | Tournoi de France 2022 | Frankrijk − Brazilië | 2 − 1   |
| 12 | Brisbane         | 29 juli 2023      | WK 2023                | Frankrijk − Brazilië | 2 − 1   |
| 13 | Décines-Charpieu | 3 augustus 2024   | Olympische Spelen 2024 | Frankrijk − Brazilië | 0 − 1   |
| 14 | Grenoble         | 27 juni 2025      | Vriendschappelijk      | Frankrijk − Brazilië | 3 − 2   |

## Samenvatting
| Competitie        | Totaal gespeeld | Winst Brazilië | Gelijk | Winst Frankrijk | Doelsaldo Brazilië – Frankrijk |
| ----------------- | --------------- | -------------- | ------ | --------------- | ------------------------------ |
| WK-eindronde      | 3               | 0              | 1      | 2               | 3 − 5                          |
| Olympische Spelen | 1               | 1              | 0      | 0               | 1 − 0                          |
| Tournoi de France | 2               | 0              | 0      | 2               | 1 − 3                          |
| Vriendschappelijk | 8               | 0              | 4      | 4               | 8 − 14                         |
| Totaal            | 14              | 1              | 5      | 8               | 13 − 22                        |